# Kiskőrös (nádraží)
Kiskőrös je železniční stanice v maďarském městě Kiskőrös, které se nachází v župě Bács-Kiskun. Stanice byla otevřena v roce 1882, kdy byla zprovozněna trať mezi Budapeští a Bělehradem.

## Provozní informace
Stanice má 1 nástupiště a 3 nástupní hrany. Ve stanici je možnost zakoupení si jízdenky a je elektrifikovaná střídavým proudem 25 kV, 50 Hz. Provozuje ji společnost MÁV.

## Doprava
Stanice je jediným nádražím ve městě. Zastavují zde 2 páry mezinárodních expresů v trase Budapešť–Subotica. Dále zde zastavuje několik osobních vlaků v trase Kelebia–Kunszentmiklós-Tass–Budapešť.

## Tratě
Stanicí procházejí tyto tratě:
- Budapešť–Kunszentmiklós-Tass–Kelebia (MÁV 150)
- Kiskőrös–Kalocsa (MÁV 153)

## Galerie

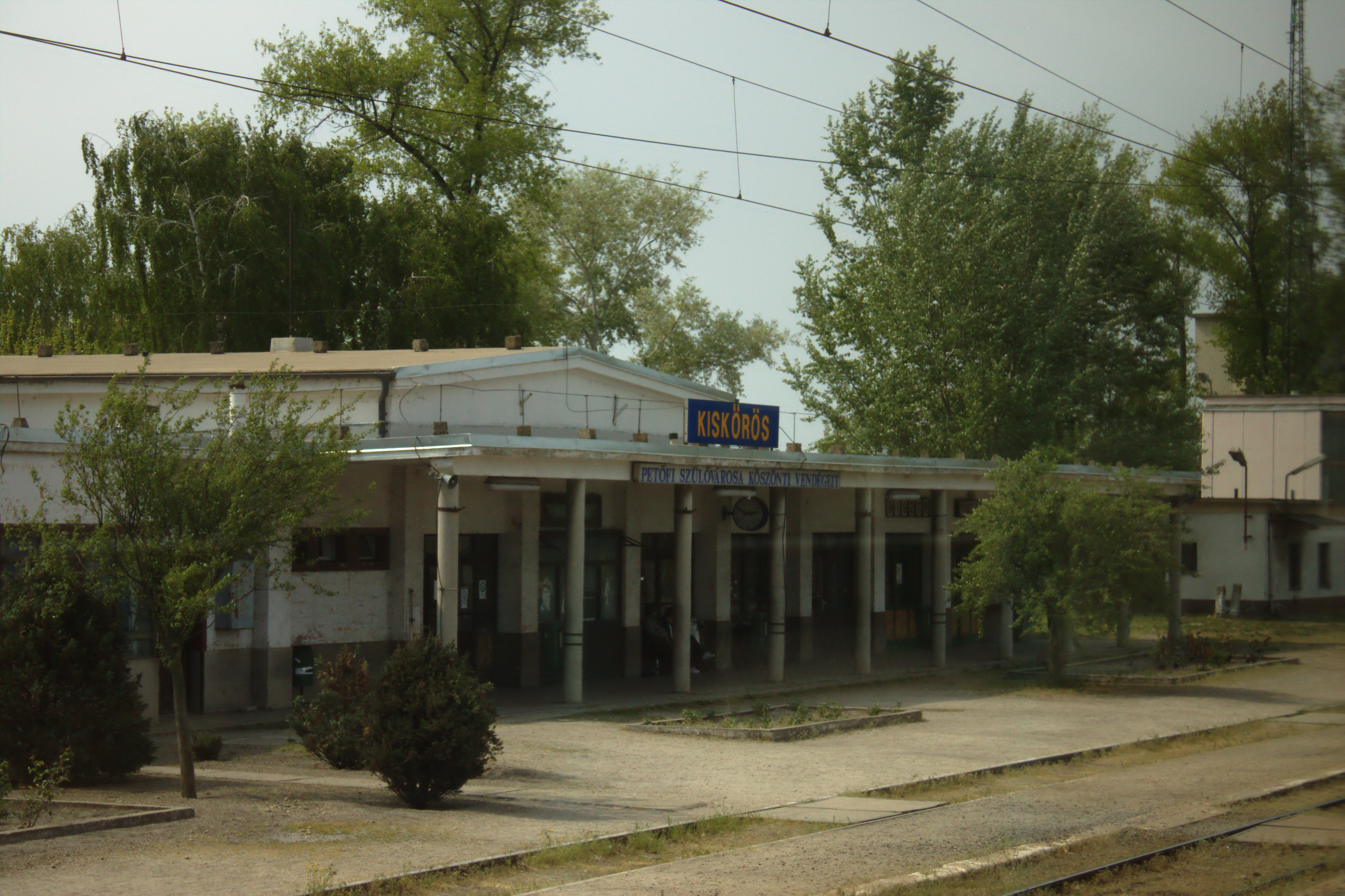
Staniční budova.
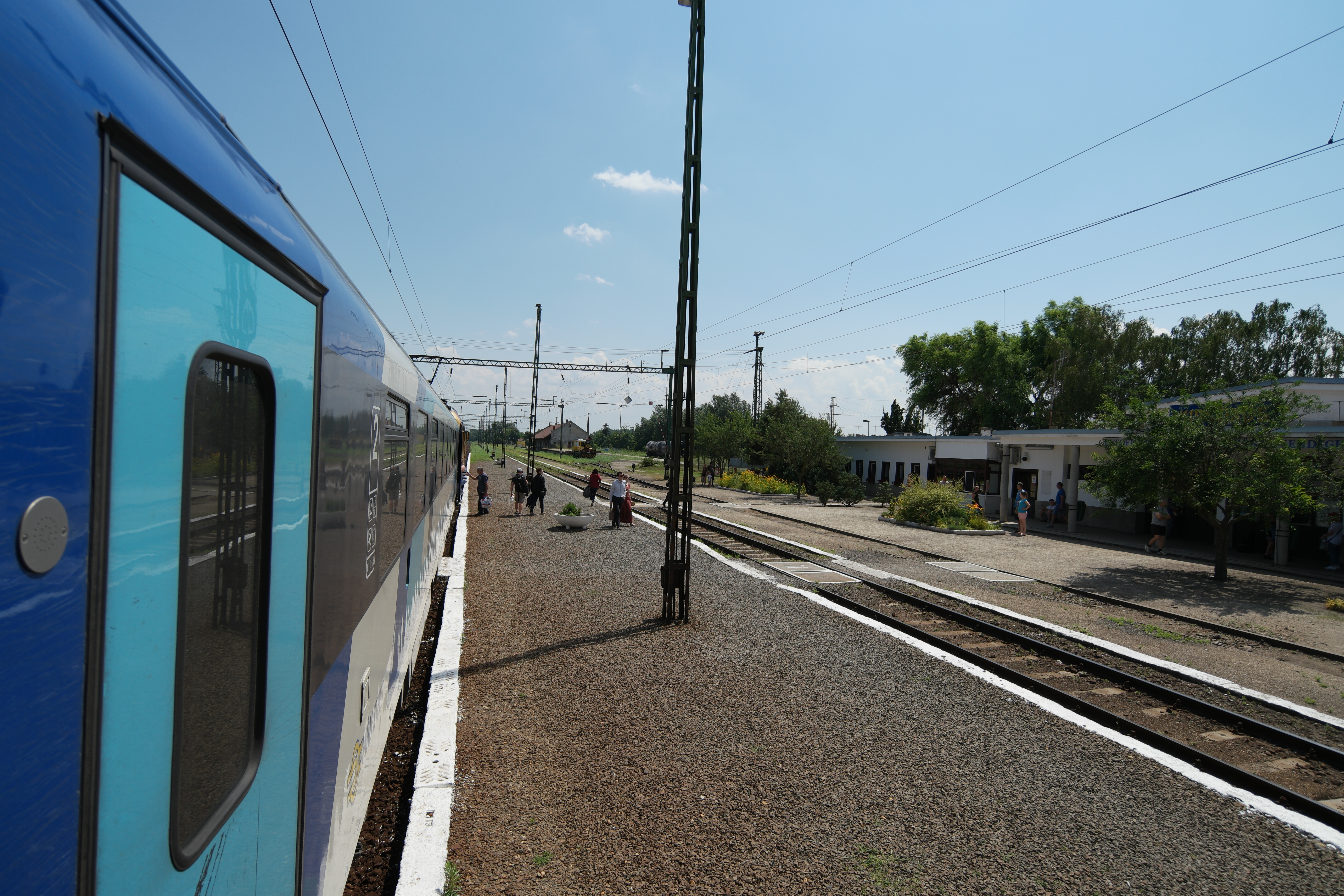
Pohled na stanici.